# Her Ghost in the Fog
Her Ghost in the Fog är en låt av det brittiska extreme metal-bandet Cradle of Filth. Den utgavs som singel 2000 och återfinns på bandets fjärde studioalbum Midian.
"Her Ghost in the Fog" förekommer i skräckfilmen Ginger Snaps från år 2000 och i actionspelet Brütal Legend.
Låten handlar om en man vars älskade blir våldtagen och mördad av fem män, då hon plockar blommor en natt. Texten beskriver dels männens begär efter hennes kropp, dels huvudpersonens ödesbestämda kärlek för henne. Han hemsöks av hennes vålnad i dimman och svär att hämnas. Den tragiska berättelsen avslutas med att han dödar hennes banemän och därefter begår självmord.
Musikvideon regisserades av Alex Chandon. 

## Medverkande
- Dani Filth – sång
- Gian Pyres – gitarr
- Paul Allender – gitarr
- Robin Graves – elbas
- Martin Powell – keyboard
- Adrian Erlandsson – trummor
- Sarah Jezebel Deva – bakgrundssång
- Doug Bradley – berättarröst